# 110 Геркулеса
110 Геркулеса (лат. 110 Herculis), HD 173667 — кратная звезда в созвездии Геркулеса на расстоянии приблизительно 64 световых лет (около 19,6 парсек) от Солнца. Возраст звезды определён как около 3,58 млрд лет.

## Характеристики
Первый компонент (TYC 1591-1918-1) — жёлто-белая звезда спектрального класса F5, или F5,5IV-V, или F6V. Видимая звёздная величина звезды — +4,202m. Масса — около 1,557 солнечной, радиус — около 1,898 солнечного, светимость — около 6,831 солнечной. Эффективная температура — около 6369 K.
Второй компонент (GSC 01591-00083) — жёлто-белая звезда спектрального класса F. Видимая звёздная величина звезды — +13,8m. Радиус — около 1,6 солнечного, светимость — около 4,071 солнечной. Эффективная температура — около 6475 K. Удалён на 74,8 угловой секунды.
Третий компонент (GSC 01591-00207) — жёлтая звезда спектрального класса G. Видимая звёздная величина звезды — +12,6m. Радиус — около 3,87 солнечного, светимость — около 13,319 солнечной. Эффективная температура — около 5602 K. Удалён на 73 угловые секунды.
Четвёртый компонент (UCAC2 39181786) — оранжевая звезда спектрального класса K. Видимая звёздная величина звезды — +13,92m. Эффективная температура — около 4259 K. Удалён на 25,4 угловой секунды.
Пятый компонент (GSC 01591-00065) — жёлто-оранжевая звезда спектрального класса K-G. Видимая звёздная величина звезды — +13,6m. Радиус — около 3,23 солнечного, светимость — около 5,578 солнечной. Эффективная температура — около 4938 K. Удалён на 61,1 угловой секунды.

## Планетная система
В 2019 году учёными, анализирующими данные проектов HIPPARCOS и Gaia, у звезды обнаружена планета.

## Описание
Звезда имеет видимую звёздную величину +4,19m, и, согласно шкале Бортля, видна невооружённым глазом даже на городском небе (англ. City sky). 110 Геркулеса — 17-я по яркости звезда в созвездии, она расположена на небе примерно на полпути между Рас Альхаге в Змееносце и Альбирео в Лебеде, немного смещена на запад. 110 Геркулеса, 111 Геркулеса, 112 Геркулеса и 113 Геркулеса лежат близко к восточному краю созвездия Геркулеса.
Из измерений параллакса, полученных во время миссии Hipparcos, известно, что звезда удалена примерно на 62,7 световых лет (19,21 пк) от Земли. Звезда наблюдается севернее 70° ю.ш, то есть видна практически на всей территории обитаемой Земли, за исключением южных полярных областей Антарктиды. Лучшее время для наблюдения — июль.
110 Геркулеса движется гораздо быстрее относительно Солнца, чем остальные звёзды: её радиальная гелиоцентрическая скорость равна +24 км/с, что в 2,5 раза быстрее скорости местных звёзд Галактического диска, а также это значит, что звезда удаляется от Солнца.
На данный момент звезда различными методами разрешается на четыре компонента. При наименовании четырёх компонент используют обозначения 110 Геркулеса B, C, D и E согласно конвенции, используемой Вашингтонским каталогом визуально-двойных звёзд (WDS) и принятой Международным астрономическим союзом (МАС), для обозначения звёздных систем.

## Свойства звезды
110 Геркулеса — карлик спектрального класса F6V, что указывает на то, что водород в ядре звезды служит ядерным «топливом», то есть звезда находится на главной последовательности. Звезда излучает энергию со своей внешней атмосферы при эффективной температуре около 6431 К, что придаёт ей характерный жёлто-белый цвет звезды спектрального класса F.
Масса звезды в 1,5 раза больше солнечной и лежит в пределах от 1,4 до 1,7 {\displaystyle M_{\bigodot }}. Eё радиус в два раза больше радиуса Солнца и составляет 2,0 {\displaystyle R_{\bigodot }}. Звезда в шесть раза ярче нашего Солнца, её светимость составляет 6,14 {\displaystyle L_{\bigodot }}. Для того чтобы планета, аналогичная нашей Земле, получала примерно столько же энергии, сколько она получает от Солнца, её надо было бы поместить на расстоянии 2,48 а.е., то есть примерно туда где в Солнечной системе находится Пояс астероидов. Причём с такого расстояния, 110 Геркулеса выглядела бы почти на 10 % меньше нашего Солнца, каким мы его видим с Земли — 0,44° (угловой диаметр нашего Солнца — 0,5°).
Звезда имеет поверхностную гравитацию 4,08 СГС или 120,2 м/с2, то есть значительно меньше, чем на Солнце (274,0 м/с2), что, по-видимому, может объясняться большой поверхностью звезды при не очень большой массе. Звёзды, имеющие планеты, имеют тенденцию иметь большую металличность по сравнению с Солнцем и 110 Геркулеса имеет на 10 % большее значение металличности: содержание железа в ней относительно водорода составляет 110 % от солнечного значения. Также у звезды обнаружен избыток лантана, самария, европия и бария; последнего металла на 66 % больше, чем на Солнце ([Ba/H]=+0,22).
Также и содержание лития больше, чем у Солнца [Li/H]=1,75 (по сравнению с солнечным значением ([Li/H]= 0,92). В спектре звезды обнаружен избыток инфракрасного излучения на волнах 24 мкм и 70 мкм, что указывает на наличие околозвёздного диска.
Возраст звезды определён с очень большой погрешностью и лежит в очень широких пределах от 1,6 до 4,7 млрд. лет.
110 Геркулеса демонстрирует переменность: во время наблюдений яркость звезды колеблется на 0,02m, изменяясь в пределах от 4,17m до 4,21m, но также без какой-либо периодичности, тип переменной также не установлен.

## История изучения кратности звезды
Двойственность звезды была открыта в 1831 году Дж. Гершелем (компоненты AC) и звезда вошла в научный оборот как HJ 2839. Затем в 1879 году был открыт 2-й компонент звезды (AB). И наконец в 1900 году был открыт 3-й и 4-й компоненты звезды (AD и AE). Согласно Вашингтонскому каталогу визуально-двойных звёзд, параметры этих компонентов приведены в таблице:
| Компонент | Год  | Количество измерений | Позиционный угол | Угловое расстояние | Видимая звёздная величина 1-го компонента | Видимая звёздная величина 2-го компонента |
| AB        | 1879 | 6                    | 96°              | 44.7″              | 4.19m                                     | 12.62m                                    |
| AB        | 1935 | 6                    | 73°              | 48.2″              | 4.19m                                     | 12.62m                                    |
| AB        | 2007 | 6                    | 57°              | 74.8″              | 4.19m                                     | 12.62m                                    |
| AС        | 1831 | 12                   | 109°             | 73.0″              | 4.19m                                     | 11m                                       |
| AС        | 1879 | 12                   | 92°              | 61.2″              | 4.19m                                     | 11m                                       |
| AС        | 1935 | 12                   | 75°              | 63.8″              | 4.19m                                     | 11m                                       |
| AС        | 2001 | 12                   | 59°              | 4.19″              | 4.19m                                     | 11m                                       |
| AD        | 1900 | 4                    | 197°             | 23.7″              | 4.19m                                     | 13.92m                                    |
| AD        | 1935 | 4                    | 209°             | 12.6″              | 4.19m                                     | 13.92m                                    |
| AD        | 2007 | 4                    | 336°             | 25.4″              | 4.19m                                     | 13.92m                                    |
| AE        | 1900 | 5                    | 28°              | 27.1'″             | 4.19m                                     | 13.7m                                     |
| AE        | 1935 | 5                    | 20°              | 37.6″              | 4.19m                                     | 13.7m                                     |
| AE        | 2007 | 5                    | 13°              | 61.1″              | 4.19m                                     | 13.7m                                     |

Однако, у звезды, похоже, нет спутников. Когда-то считалось, что у неё есть четыре тусклых звёздных компаньона 11-й и 13-й величины на расстоянии 74.8, 4.19, 25.4, 61.1 секунд дуги. Однако, измерения их движения показывают, что они движутся очень быстро, и, скорее всего, визуальные спутники не имеет гравитационной связи с 110 Геркулеса, то есть звёзды просто находится на линии прямой видимости.

## Ближайшее окружение звезды
Следующие звёздные системы находятся на расстоянии в пределах 20 световых лет от звезды 110 Геркулеса (включены только: самая близкая звезда, самые яркие (<6,5m) и примечательные звёзды). Их спектральные классы приведены на фоне цвета этих классов (эти цвета взяты из названий спектральных типов и не соответствуют наблюдаемым цветам звёзд):
| Звезда       | Спектральный класс | Расстояние, св. лет |
| Глизе 728    | M 1.5 V            | 7,39                |
| 99 Геркулеса | F7 IV              | 17,19               |
| 31 Орла      | G8 IV              | 17,82               |
| GJ 758       | K0 V               | 18,94               |
| HD 189733    | G5 V-VI            | 19,11               |

Рядом со звездой, на расстоянии 20 световых лет, есть ещё порядка 10 красных, оранжевых и жёлтых карликов спектрального класса G, K и M, а также 2 белых карлика которые в список не попали.